# 曼恩
曼恩（法語：Maine，法語發音：[mɛn] ⓘ）是法国历史上的一个行省，首府为勒芒。行省作为行政区划已于1789年废除。曼恩行省现分属萨尔特省和马耶讷省，人口约85.7万。